# Sabaillan
Sabaillan (gaskognisch Sabalhan) ist eine französische Gemeinde mit 154 Einwohnern (Stand 1. Januar 2022) im Département Gers in der Region Okzitanien (vor 2016 Midi-Pyrénées). Sie gehört zum Kanton Val de Save und zum Arrondissement Auch. Die Einwohner werden Sabaillanais genannt.

## Lage
Sabaillan liegt etwa 55 Kilometer westsüdwestlich von Toulouse. Die Gesse bildet die südöstliche Gemeindegrenze. Umgeben wird Sabaillan von den Nachbargemeinden Gaujac im Nordwesten und Norden, Sauveterre im Norden und Osten, Cadeillan im Südosten, Tournan im Süden und Westen, Simorre im Westen und Nordwesten sowie Pellefigue im Nordwesten.

## Bevölkerungsentwicklung
| Jahr                       | 1962 | 1968 | 1975 | 1982 | 1990 | 1999 | 2006 | 2011 | 2020 |
| Einwohner                  | 191  | 172  | 171  | 158  | 139  | 153  | 156  | 155  | 148  |
| Quellen: Cassini und INSEE |      |      |      |      |      |      |      |      |      |

## Sehenswürdigkeiten

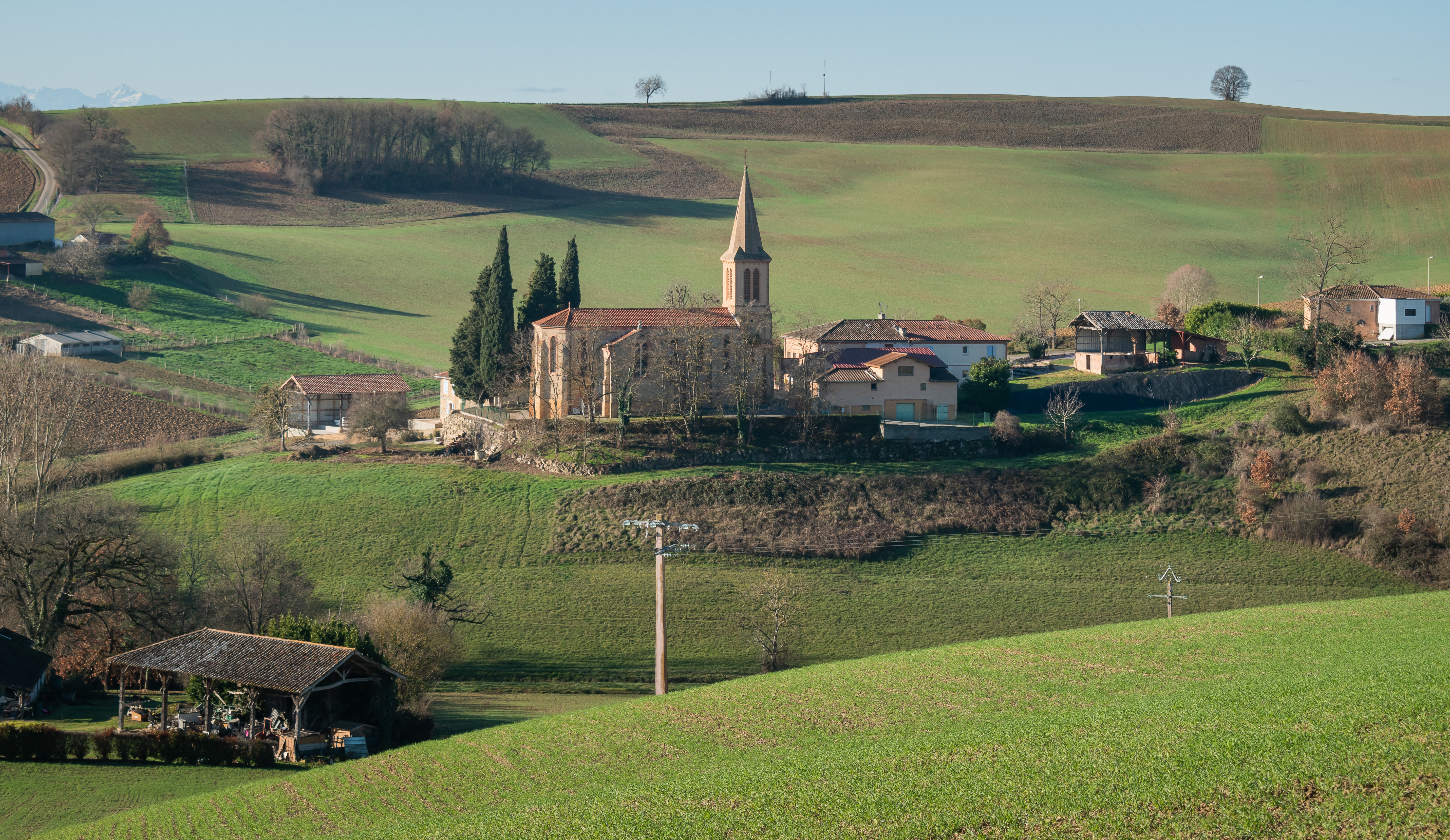
Église de l'Assomption

- Himmelfahrts-Kirche